# Athame

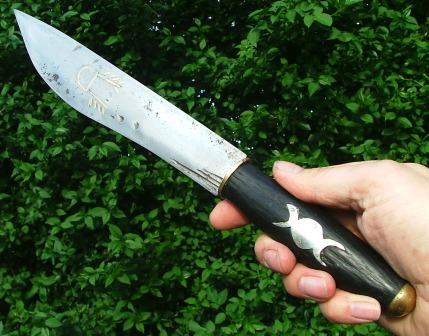
Athame

Athame lub athamé – ceremonialny, zwykle obusieczny sztylet o czarnej rękojeści, jedno z kilku narzędzi (8 podstawowych) Czarownic, używanych przy ceremoniach i rytuałach do kierowania energią zawartą w kręgu. Athame przyporządkowany jest Ogniowi (według niektórych tradycji Powietrzu). Nazwa jest zniekształconą nazwą rytualnego noża z Klucza Salomona. Słowo "athame" wymawia się na kilka sposobów. Jako że Athame symbolizuje w rytuale pierwiastek męski, zamoczenie athame w kielichu reprezentuje zjednoczenie pierwiastka męskiego i żeńskiego. Jest podstawowym narzędziem w religii Wicca.
Wygląd Athame może się różnić zależnie od ścieżki magicznej i tradycji którą podąża właściciel.

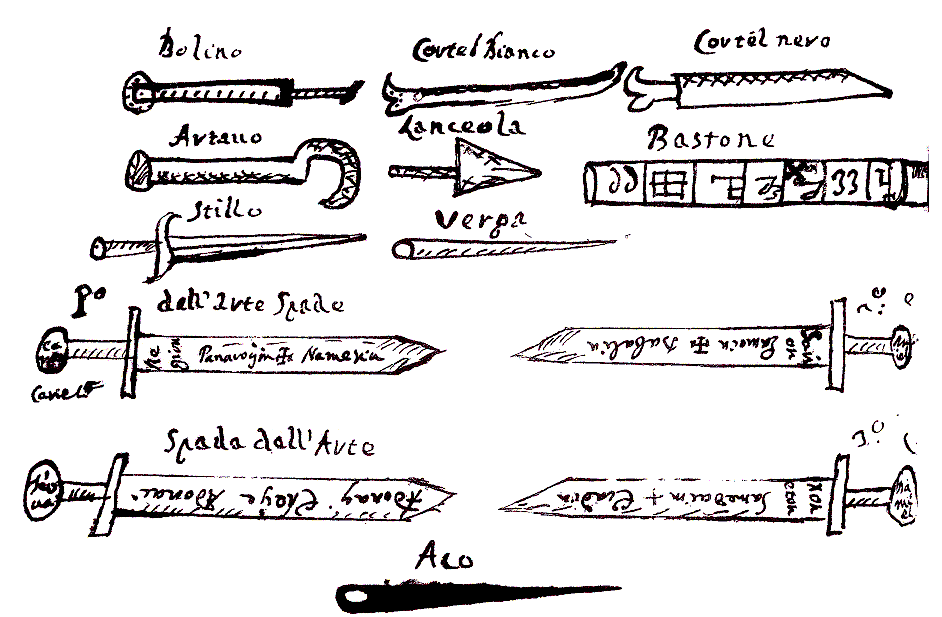
Wycinek z XVI-to wiecznej wersji Klucza Salomona. Boline górny lewy, Artavo (athame) pod spodem.

## Etymologia
Termin athame wywodzi się z łacińskiego artavus "nóż do piór", które to słowo znajduje się w najstarszych wersjach Klucza Salomonowego. Było to narzędzie służące do temperowania piór używanych do pisania przez skrybów.
Idries Shah, osobisty sekretarz Geralda Gardnera utrzymuje, że słowo pochodzi z arabskiego al-dhammé, "upuszczacz krwi", rytualny nóż obecny w średniowiecznych kultach Maroka i Andaluzji. Przyjaciel Shaha, Robert Graves sugerował, że źródłosłowem jest raczej al thame lub adh-dhame czyli "strzała".